# Bal paré-masqué
Le bal paré-masqué est une variante créole du bal masqué qui a lieu tous les samedis soir, pendant la période du carnaval en Guyane, du 1er samedi de janvier aux jours gras qui symbolisent la fin du carnaval. Il s'agit en fait de bals de Touloulous, où ces dernières qui sont les cavalières, complètement déguisées et méconnaissables, invitent les hommes à danser. Ils n'ont pas le droit de refuser.
Ces bals se font traditionnellement dans des dancings, rebaptisés à l'occasion « universités ».
Il existe depuis peu les bals Tololos, où ce sont les cavaliers qui sont déguisés et qui invitent les femmes à danser.
Depuis 2017, le bal paré-masqué avec le Touloulou a été classé à l'inventaire du patrimoine culturel immatériel en France.

## Histoire du bal

### Origine
Le bal konvwé issue des créoles descendants des esclaves d’origine africaines et le bal masqué pratiqué par les maîtres esclavagistes, seraient les ancêtres communs du Bal paré-masqué.

#### Bal privé
Bien avant, depuis le début de la colonisation de la Guyane, entre le XVIIe siècle et XIXe siècle, les maîtres organisaient entre eux, des bals masqués privés. Ces bals ressemblaient plus aux bals qui se faisaient à la même époque à Paris, tel que le Bal de l'Opéra.

### Bal populaire
Les premières attestations d'un bal masqué populaire en Guyane remonterait vers la fin du XVIIIe siècle. La presse de la colonie, à l'époque, fait l’écho du premier bal paré-masqué. Aujourd'hui, ces bals sont centrés exclusivement sur le personnage du Touloulou.
Les bals paré-masqués sont une tradition spécifique à la Guyane.
Ces fameux bals ont commencé à s'exporter en même temps que le Touloulou, grâce à la diaspora guyanaise, qu'à partir des années 1970, d'abord aux Antilles françaises, plus précisément en Martinique, puis en France métropolitaine, surtout dans la région d'Ile-de-France, à Paris.

#### Bal de Tololos
Créé en 1988, par des Métropolitains en poste en Guyane, les Bals de Tololos permettent aux Tololos (les hommes) de se déguiser et d’inviter à leur tour, les femmes à danser. Ces bals font désormais partie intégrante du carnaval guyanais,.

#### Bal de Vaval
Le bal de Vaval est une initiative récente qui consiste à faire revivre les Bals paré-masqués d’antan, oú, Femmes comme Hommes étaient déguisé(e)s et masqué(e)s.

## Touloulou du bal

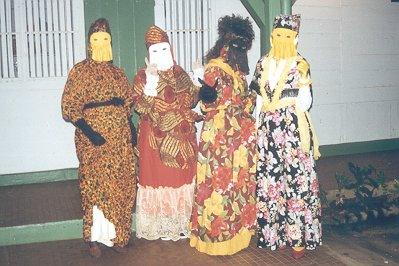
Touloulous dans les années 90.

Le Touloulou qui est la reine du carnaval guyanais, est une dame habillée de manière élégante de la tête aux pieds. Il s’agit de femmes dont on ne voit pas une once de peau. Elle porte un jupon, une cagoule, un loup et des longs gants. Pour ne pas être reconnues, les femmes vont jusqu'à mettre des lentilles colorées, des perruques et camoufler leur voix. Elles ne portent pas leur parfum habituel, achètent des paires de chaussures pour l'occasion qu'elles ne remettront pas et ne se déplacent pas avec leur véhicule pour garder l'anonymat.
Le Touloulou du bal paré-masqué est sensiblement différent du Touloulou que l'on peut rencontrer dans le carnaval de rue. Il doit respecter certaines règles et codes mise en place, contrairement aux autres Touloulous qui ne les respectent pas forcément, surtout celles qui concernent l'anonymat et l'élégance de celui-ci.
On peut retrouver plusieurs sortes de Touloulous dans les bals paré-masqués.
On retrouve :
- Les Touloulou nòv (touloulous qui participent à leur premier bal, qui sont facilement repérables, à cause de leur déhanché maladroit et leur hésitation à inviter les cavaliers à danser.)
- Les Touloulou lakrèch (touloulous qui débutent et qui refusent de se déhancher.)
- Les Touloulou 4×4 (touloulous, qui à l’inverse des autres, se déhanchent plus qu’il ne faut.

À cause du non-respect des règles du Touloulou traditionnelle qui se perdent de plus en plus, dû à la négligence de celles-ci par les nouvelles générations, une version des Dix commandements a été rédigée en l'honneur du Touloulou du bal.

### Tololo
Il existe aussi un costume propre aux hommes appelé Tololo.
Contrairement aux costumes du Touloulou, le choix du costume est plus libre chez le Tololo. Il doit respecter les règles de l'anonymat certes, mais s'autorise à se déguiser en léopard, bagnard, diable, curé, super héros, pirate, apiculteur, etc. Le Tololo exprime son individualisme à travers le choix du costume, son désire à travers la danse et la parole et crée au fur et à mesure ses propres règles qui régissent la relation à l'autre.

## Musique du bal
La musique qui est jouée dans les universités par des orchestres d'une vingtaine de musiciens est assez différente de celle que l'on peut retrouver dans le carnaval de rues, mais garde un rythme et un style propre au carnaval. On retrouve dès le XVIIe siècle des styles ambiançant originaire d'Europe comme la Valse, la Polka, la Quadrille et la Mazurka. Ensuite entre XVIIIe et XIXe siècles, avec la popularisation de ces bals et de leurs pratiques par les esclaves et affranchis, des danses traditionnelles créole guyanaise comme le Kasékò, la Valse créole, la Quadrille créole et le Piké djouk (sorte de Mazurka créole guyanaise) ont fait leur entrée dans ces bals.
Puis au XXe siècle, l'immigration antillaise amènent avec elle la Biguine et enfin vers la fin de ce mème siècle, d'autre apports musicaux intègrent les bals, tel que le Merengue, le Boléro et le Calypso.

## Groupes, orchestres et musiciens
Il existe plusieurs orchestres carnavalesques, les plus célèbres sont :
- Les Mécènes, qui officient dans la salle Polina, leur chanteur vedette était Bernard Inglis, décédé en 2002, il reste un pilier du carnaval Guyanais.

- Les Blues Stars, qui jouent Chez Nana (le Soleil levant). Leur chanteur vedette est Victor Clet, dit Quéquette, si populaire que sa photo était imprimée sur les bouteilles de Rhum Saint-Maurice lors du carnaval 2006[7].

- Karnivor, qui compte en son sein Saül Sylvestre(auteur, compositeur)et 18 musiciens, Arnaud Champestaing, chanteur, Nadège Chauvet, chanteuse  du groupe. Lors de la cérémonie des Lindor de la musique guyanaise, qui récompense les artistes guyanais pour leur production durant l'année, le groupe Karnivor fut récompensé par sept Lindor[8].

- Dokonon, que l'on retrouve plutôt en métropole.

- Pa Gain Nom, qui est le groupe le plus récent, qui a été créé par Orlane Jadfard, grande chanteuse du carnaval guyanais.

À la fin du carnaval, le dernier dimanche, deux groupes s'affrontent au cours d'un duel musical dans la salle du Grand Blanc, à Macouria.

## Dancings (universités)
Durant la période du carnaval, on peut retrouver plusieurs dancings, rebaptisés à l'occasion « universités » qui accueillent les orchestres carnavalesques.

### En Guyane
Il a existé une multitude de dancings, qui ont émergé depuis le début du XXe siècle. Aujourd'hui, on les retrouve essentiellement sur le littoral. À Cayenne il y a le Soleil levant (aussi appelé Nana), à Matoury les dancings Polina et Kalinana, à Macouria le Grand Blanc et la ferme Zulémaro, à Kourou le dancing la Matado et enfin à Saint-Laurent qui dispose du dancing Manococo.

### En France et aux Antilles
Grâce à la diaspora guyanaise, présente dans l'hexagone, des bals masqués sont organisés chaque année, avec l'aide du groupe carnavalesque guyanais Dokonon, dans des salles de fêtes qui sont louées pour l'occasion, comme la salle Sabrina, la salle Chaptal ou encore espace La Villa, de la banlieue parisienne (Pierrefitte-sur-Seine, Aulnay-sous-Bois, Seine-Saint-Denis). On peut retrouver ces bals à Paris, mais aussi à Bordeaux, Montpellier et Toulouse.
En Martinique, où le Touloulou et le bal paré-masqué ont été introduits depuis 1973. Ces soirées sont animées par des orchestres guyanais qui se déplaçaient seulement pour le Lundi gras. Elles se tenaient dans une boîte de nuit nommée le Tam-tam, et puis à partir de 2003, elles s'étendent dans des lieux différents, dans les communes de Rivière-Pilote, de Saint-Joseph et Le Lamentin.

## Vidé
Cette expression vient de "vider la salle" de bal. Ces vidés ont donc toujours lieu au petit matin du dimanche après le bal paré-masqué du samedi soir et a pour objectif d'entraîner tous les danseurs et danseuses à l'extérieur, dans la rue, afin que tous ces fêtards finissent par rentrer chez eux.
Initialement, il y avait aussi toujours un Vidé après le dernier groupe du carnaval de rue du dimanche en début de soirée. Une foule de jeunes et de moins jeunes suivait un camion sur lequel était installé un orchestre qui jouait des rythmes du carnaval.
Malheureusement, certains vidés ont entraîné des violences entre bandes de jeunes de quartiers différents ayant eu de lourdes conséquences. Aussi, ces vidés ont été longtemps interdits.
À Kourou, le vidé du dimanche matin se déroule un dimanche sur deux. Depuis 2012 sur l'Île de Cayenne, la tradition du vidé semble être revenue au départ de chez Nana, en souhaitant que tout se déroule pour le mieux.
Aujourd'hui les publics des vidés sont majoritairement composés d'amateurs de vidés qui se lèvent tôt dans la matinée pour participer aux vidés.

## Cuisine autour du bal
Le samedi, avant de se rendre aux dancings, plus tard, le soir, les Touloulous ont pour tradition de consommer une soupe créole. Ils dégustent aussi du punch (habituellement du punch au lait), pour ne pas être pris d'un coup de froid, après avoir quitté les bals et leurs ambiances chaleureuses et pesantes.
Après ces bals, il est de tradition de consommer un Blaff, le dimanche matin. Ces plats sont généralement préparés, bien avant de sortir le samedi soir.
Il est aussi de tradition en Guyane, de manger pendant toute la période carnavalesque, une galette créole.